# Kizazi
Kizazi ist ein Bezirk (Ward) des Distriktes Kibondo in der tansanischen Region Kigoma.

## Geografie
Kizazi liegt im Nordwesten von Tansania an der Grenze zu Burundi. Seine Fläche beträgt 137,8 Quadratkilometer, bei der Volkszählung 2022 lebten hier 16.300 Einwohner in 3499 Haushalten.

## Gliederung
Der Gemeinde besteht aus 3 Dörfern (Mtaa) mit 30 Orten (Kitongoji):
| Nyarugusu - Mutabo - Bugwana - Ngulilo - Rusange - Samba - Igambiliro - Kangeze - Kibhimba - Rubali - Kizazi | Nyabitaka - Majengo - Kasana - Mtakuja - Nyamayoka - Ikaniko - Mshenyi - Nchilakanyama - Kimanga - Nyabulimbi - Azimio | Kumshwabure - Nyarunanga - Nyamigaye - Kumshwabure - Kafwandi - Kurusumu - Nyamikonko - Katovu - Kigarama - Kibimba - Nyarugunga |